# وکلای جوان (مجموعه تلویزیونی ایرانی)
وکلای جوان نام یک مجموعهٔ تلویزیونی به کارگردانی بهرام کاظمی است که در سال ۱۳۷۴ تهیه و در سال ۱۳۷۵ از شبکه ۲ پخش گردید.

## خلاصه داستان
«پیروز شادمان» و «پروین شادمان» به همراه «رحیم دولت‌آبادی» (همسر پروین) یک دفتر وکالت تأسیس کرده‌اند که در آن به پرونده‌های گوناگون رسیدگی می‌کنند.
این مجموعه تلویزیونی ۱۳ قسمت داشت که طی آن، ۶ داستان مختلف به تصویر کشیده می‌شد. عناوین این ۶ داستان عبارت بودند از:
1. مخفیانه
2. نشان اسلحه
3. رنگ پول
4. دزد مرگ
5. داستان خانوادگی
6. راه طولانی انتقام

## بازیگران و عوامل تولید

### بازیگران ثابت
- محمدعلی کشاورز
- رضا کیانیان
- محمد مختاری
- شهرزاد عبدالحق

### بازیگران میهمان
- علی‌اصغر گرمسیری
- سیاوش طهمورث
- اسماعیل داورفر
- محمود بنفشه‌خواه
- رضا بنفشه‌خواه
- محمود بصیری
- کاظم هژیرآزاد
- امرالله صابری
- پرستو گلستانی
- حسن جوهرچی
- احمد قدکچیان
- سیما تیرانداز
- اکرم محمدی
- مهری مهرنیا
- فاطمه طاهری
- مختار سائقی
- نرسی گرگیا
- توران قادری
- امین زندگانی
- حمید دلشکیب
- صدیقه کیانفر
- فرهاد محبت
- بهروز رضوی
- نیما بانکی
- فرشید هاشمیان
- حسین زمانی
- سیامک حلمی
- صالح میرزاآقایی
- علی‌اصغر نجات
- منوچهر علیپور
- آناهیتا آزادپرور
- زیبا نادری
- فریبا لشکری
- مجید علم‌بیگی
- مسعود موسوی
- محسن شرافتی
- زویا امامی
- سعید سلطانی
- غلامرضا کریمی
- مهران تاجیک
- فرج‌الله گل سفیدی

•داود رجائی

### عوامل تولید
- کارگردان: بهرام کاظمی
- نویسنده: فرهاد علیزاده آهی
- تصویربردار و نورپرداز: مصطفی احمدیان
- تدوین: محمد رسولیان
- صدابردار: سعید احمدی، مرتضی اصلان‌زاده
- طراح صحنه و لباس: جواد خمیسی
- دستیار اول کارگردان و مدیر برنامه‌ریزی: محمدرضا فاضلی اصل
- دستیار دوم کارگردان: شاهین باباپور
- منشی صحنه: سودابه عباسی
- مدیر تدارکات: اصلان مرتضایی
- دستیار اول: شاهپور دلدار
- مدیر تولید: ایرج محمدی
- خدمات: پرویز ابراهیمی
- حمل و نقل: تقی زندی، رضا لشگری
- فرمت تصویر: ویدئویی
- تعداد قسمت‌ها: ۱۳ قسمت
- مدت زمان: ۶۵۰ دقیقه
- محصول: «سیمافیلم» به سفارش گروه فیلم و سریال شبکه ۲
- سال تولید: ۱۳۷۴
- سال پخش: ۱۳۷۵